# Залізний вовк
Залізний вовк — східноєвропейський фольклорний персонаж у вигляді чарівного вовка-перевертня.
В  українських казках Залізний вовк уособлював силу, лицарство, відвагу і приходив на допомогу знедоленим.
В  Білорусі Залізний вовк ототожнювався з полоцьким  князем Всеславом.

## Легенда про заснування Вільнюса
В  Литві він присутній в легенді про заснування Вільнюса, де акцентовано момент його невразливості. Залізний вовк з'являється уві сні великому князю Гедиміну, причому язичницький жрець Ліздейко витлумачив Залізного вовка як уособлення прийдешнього неприступного замку (ця легенда зображена на пам'ятнику Гедиміна в литовській столиці).
Переказ про заснування міста розповідає про сон, який приснився князю, коли одного разу після полювання він зупинився на нічліг біля пагорба над річкою Вільня:

І приснився йому там сон, що на горі, яку звали Крива, а зараз Лиса, стоїть великий залізний вовк і в ньому реве, наче сто вовків вило. І прийшовши до тями від сну свого, він сказав волхву своєму по імені Ліздейко, який був знайдений в орлиному гнізді, і був той Ліздейко у князя Гедиміна волхвом і найвищим язичницьким попом:  «Бачив я сон дивовижний» ; і сказав йому все, що уві сні бачив. А той волхв Ліздейко сказав государю:  «Князь великий, залізний вовк означає, що буде тут столичне місто, а що у нього всередині реве — то слава про нього рознесеться на весь світ» . І князь великий Гедимін завтра ж, не виїжджаючи, послав за людьми і заклав замок, один на Свинторогі, Нижній, а інший — на Кривий горі, яку тепер звуть Лисою, і дав ім'я тим містам Вільно.
—  Хроніка Биховця -  «РІД ВЕЛИКИХ КНЯЗІВ ЛИТОВСЬКИХ, ІЗ ПОКОЛІННЯ І З РОДУ ...»  